# 休斯敦尼亞 (密蘇里州)
休斯敦尼亞（英語：Houstonia）是位於美國密蘇里州佩蒂斯縣的城市。

## 人口
根據2020年美國人口普查的數據，休斯敦尼亞的面積為0.51平方千米，皆為陸地。當地共有人口198人，而人口密度為每平方千米388人。